# ادوارد داونز

ادوارد دونز در استودیوی ضبط، ۱۹۷۱.

سِر اِدوارد توماس تِد دونز (به انگلیسی: Edward Downes) (زاده ۱۷ ژوئن ۱۹۲۴- مرگ ۱۰ ژوئیه ۲۰۰۹)، که دارای بالاترین رتبه امپراتوری بریتانیا بود، یک رهبر ارکستر انگلیسی بود که بیشتر اپرا کار می‌کرد. وی از ۱۹۵۲ با رویال اپرا هوس و از ۱۹۷۰ با اپرای استرالیا همکاری می‌کرد. وی همچنین به دلیل پیشینه کاری طولانی اش با ارکستر سمفونی بی‌بی‌سی و نیز با ارکستر رادیوی هلند شهرت داشت. در زمینه اپرا وی بیشتر طرفدار روش جوزپه وردی بود.
خودکشی کمکی او و همسرش، لیدی دونز، در یکی از کلینیکهای دیگنیتاس (سازمان کمک به خودکش‌ها) در سوئیس به تاریخ ۱۰ ژوئیه ۲۰۰۹ پوشش خبری گسترده‌ای در رسانه‌ها یافت.